# Kara Boża
Kara Boża (jid. ‏גאָטס שטראָף‎ Gots sztrof) – polski film fabularny z 1913 roku w języku jidysz, oparty na utworze Jakuba Gordina.
Film nie zachował się do dziś.

## Obsada
- Samuel Landau – jako Gindman
- Regina Kamińska – jako Adel
- Tea Izraelis
- Helena Gotlib
- Mark Majerson
- Aron Polakow
- Herman Wajsman
- Ida Kamińska
- Jakub Libert[1]